# Arp 108
Arp 108 bezeichnet zwei wechselwirkende Galaxien im Sternbild Eridanus, die ungefähr 800 Millionen Lichtjahre von der Milchstraße entfernt sind. Halton Arp gliederte seinen Katalog ungewöhnlicher Galaxien nach rein morphologischen Kriterien in Gruppen. Diese Galaxie gehört zu der Klasse Elliptischer Galaxien mit Verbindung zu Spiralen.